# دينت دو سالانتين
دينت دو سالانتين (بالإنجليزية: Dent du Salantin)‏ هو أحد جبال سلسلة جبال الألب شابلايس وجزء من القمة الأم دينتس دو ميدي يقع في كانتون فاليز، سويسرا. يبلغ ارتفاع الجبل حوالي 2482 متر، بينما يبلغ ارتفاع نتوء الجبل 270 متر.